# لطفعلی رفیعی
لطفعلی رفیعی  از سیاستمداران ایرانی بود، که در دوره‌
 چهاردهم  بعنوان نماینده بم  در مجلس شورای ملی حضور داشت.
لطفعلی رفیعی پدر خواننده سرشناس ایرانی داریوش رفیعی است. 